# Premios Goya
Los Premios Goya, Premios Anuales de la Academia o simplemente los Goya,  como son conocidos popularmente, son los galardones otorgados de forma anual por la Academia de las Artes y las Ciencias Cinematográficas de España, con la finalidad de premiar a los mejores profesionales en cada una de las distintas especialidades del cine español. El premio consiste en un busto de Francisco de Goya realizado en bronce por el escultor José Luis Fernández. La primera estatuilla que se entregó fue obra del escultor Miguel Ortiz Berrocal; se trataba de una escultura desmontable, de 15 kg de peso y de la que salía del busto de Goya una cámara. Desde la 4.ª edición, la estatuilla fue encargada a José Luis Fernández, desarrollando el mismo busto de forma y peso más reducido. Desde la 37.ª edición se realiza de bronce reciclado, de tono más oscuro.
La ceremonia de entrega de los premios tiene lugar entre los últimos días de enero y primeros de febrero y sigue el formato de los Premios Óscar.

## Historia

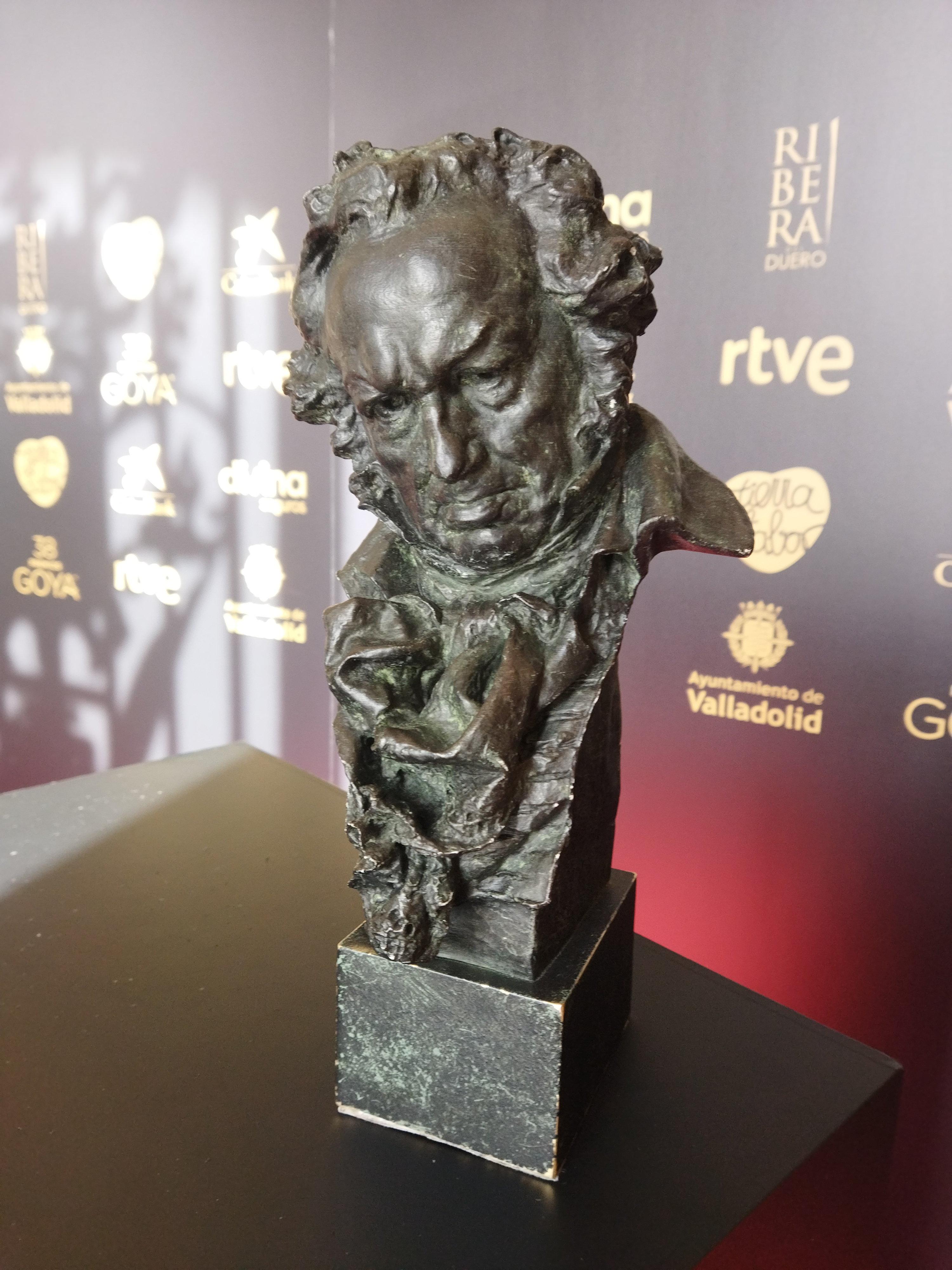
Réplica del Premio Goya exhibido en el Ayuntamiento de Valladolid

A simulación de los premios cinematográficos otorgados en otros países (Óscar en Estados Unidos, Bafta en Reino Unido, Premios Ariel en México, César en Francia, David de Donatello en Italia, Cóndor de Plata en Argentina...), y para premiar los trabajos más destacados del cine español realizados en distintas categorías durante el año anterior a la fecha de entrega, la Academia de las Artes y las Ciencias Cinematográficas de España decide crear los llamados Premios Anuales de la Academia «Goya». La primera edición tuvo lugar el 17 de marzo de 1987 en el Teatro Lope de Vega de Madrid. El nombre escogido para el premio se debió a que, a juicio de los académicos, "Goya había tenido un concepto pictórico cercano al cine y varias de sus obras más representativas tenían un tratamiento casi secuencial", y resultaba adecuado por tratarse de un nombre corto, que se asemejaba al de otros premios cinematográficos como los Óscar o los César.
En el año 2000 la ceremonia de entrega de premios se realizó en Barcelona, siendo la primera vez fuera de la capital. En aquella ocasión la ceremonia tuvo lugar en el Auditorio de Barcelona.
En el año 2003 una gran cantidad de profesionales del cine aprovechó la gala de entrega de los premios para expresar su rechazo al apoyo del gobierno de José María Aznar a la invasión estadounidense de Irak ("No a la guerra").
En 2004 la AVT convocó una manifestación frente a la gala debido a que entre las nominadas estaba el largometraje documental de Julio Médem La pelota vasca, debido a que según ellos equiparaba a las víctimas con los asesinos. Por ello pedían el apoyo de los asistentes, a los que solicitaban portar una pegatina con el eslogan "No a ETA". En dicha manifestación podían leerse pancartas con mensajes como "No a Medem" o "No al Pelota Vasco: la nuca contra la bala". Por su parte, algunos de los asistentes cerraron filas en torno a su compañero, y lucieron sus propias pegatinas en las que podían leerse mensajes como "Medem Sí, ETA No", "Sí a la libertad de expresión" o "No al terrorismo".
En 2005 José Luis Rodríguez Zapatero se convertía en el primer Presidente de Gobierno que acudía a esta entrega de premios. En esta edición algunas voces se alzaron para acusar al PSOE de politizar la entrega.
Desde la XXVI edición (2011) para ser candidato en cualquier categoría interpretativa (incluida la de actor o actriz revelación) la única condición es "ser mayor de 16 años", sin importar la nacionalidad o el idioma en el que hable el intérprete y su personaje. Antes de esa edición una docena de menores de 16 años fueron candidatos a los premios interpretativos, obteniéndolo siete de ellos: Andoni Erburu (con 10 años), Ivana Baquero (12 años), Nerea Camacho (12 años), Juan José Ballesta (13 años), Francesc Colomer (14 años), Marina Comas (15 años) y María Valverde (16 años).
En la XXVI edición (2021) celebrada en Valencia, se otorgó por primera vez el Premio Goya Internacional recayendo este galardón en la actriz australiana Cate Blanchett.

## Categorías
| - Mejor película (desde 1986) - Mejor director (desde 1986) - Mejor director novel (desde 1989) - Mejor guion original (desde 1988)* - Mejor guion adaptado (desde 1988)* - Mejor interpretación masculina protagonista (desde 1986) - Mejor interpretación femenina protagonista (desde 1986) - Mejor interpretación masculina de reparto (desde 1986) - Mejor interpretación femenina de reparto (desde 1986) - Mejor actor revelación (desde 1994) - Mejor actriz revelación (desde 1994) | - Mejor música original (desde 1986) - Mejor canción original (desde 2000) - Mejor fotografía (desde 1986) - Mejor montaje (desde 1986) - Mejor sonido (desde 1986) - Mejor dirección artística (desde 1986) - Mejor diseño de vestuario (desde 1986) - Mejor maquillaje y peluquería (desde 1986) - Mejores efectos especiales (desde 1987) - Mejor dirección de producción (desde 1987) | - Mejor película de animación (desde 1989) - Mejor película documental (desde 2001) - Mejor película iberoamericana (desde 1986) - Mejor película europea (desde 1992) - Mejor cortometraje de ficción (desde 1989) - Mejor cortometraje de animación (desde 1994) - Mejor cortometraje documental (desde 1993) - Goya de Honor (desde 1986) - Goya Internacional (desde 2022) |

- * En las dos primeras ediciones de 1986 y 1987 la Academia de Cine solo entregó un único galardón al mejor guion, recayendo en ambas ediciones a guiones adaptados.

## Ediciones y galas
Los Premios se entregan actualmente en 28 categorías, sin contar el Premio Goya de honor, con un máximo de cuatro candidatos para cada una de ellas desde la XIII edición de 1998 (habiendo sido tres candidatos en la I edición, cinco en la II y III edición, y tres desde la IV hasta la XII edición), aunque desde la edición XXVIII de 2013 solo en la categoría de Mejor película se eligen cinco candidatas.
Las películas premiadas que han sido filmadas en idiomas diferentes al español son: El sueño del mono loco, Los otros, La vida secreta de las palabras y La librería (en inglés), Pa negre y El 47 (en catalán) y As bestas (en gallego).
Para la edición de 2021, la Junta Directiva de la Academia de Cine decidió que las películas con estreno "online" pudieran competir y obtener el premio Goya, debido a la crisis del coronavirus (COVID-19). Todo ello de manera "excepcional" y solo para la edición 2021 de los Premios Goya. 
| Edición y fecha de la gala                | Lugar y ciudad Presentadores | Mejor película (Director de la película)                                   | Mejor director Mejor director novel                                                                                 | Número de premios | Categorías |
| ----------------------------------------- | --- | -------------------------------------------------------------------------- | --- | ----------------- | ---------- |
| 1.ª edición - 1986 17 de marzo de 1987    | Teatro Lope de Vega (Gran Vía de Madrid) (1) Fernando Rey | El viaje a ninguna parte (de Fernando Fernán Gómez)                        | Fernando Fernán Gómez (El viaje a ninguna parte) (no se otorgó este premio)                                         | 3                 | 15         |
| 2.ª edición - 1987 22 de marzo de 1988    | Palacio de Congresos de Madrid (Paseo de la Castellana, 99) (1) Fernando Rey | El bosque animado (de José Luis Cuerda)                                    | José Luis Garci (Asignatura aprobada) (no se otorgó este premio)                                                    | 5                 | 16         |
| 3.ª edición - 1988 22 de marzo de 1989    | Palacio de Congresos de Madrid (2) Verónica Forqué y Antonio Resines | Mujeres al borde de un ataque de nervios (de Pedro Almodóvar)              | Gonzalo Suárez (Remando al viento) (no se otorgó este premio)                                                       | 5                 | 17         |
| 4.ª edición - 1989 10 de marzo de 1990    | Palacio de Congresos de Madrid (3) Carmen Maura y Andrés Pajares | El sueño del mono loco (de Fernando Trueba)                                | Fernando Trueba (1) (El sueño del mono loco) Ana Díez (Ander eta Yul)                                               | 6                 | 21         |
| 5.ª edición - 1990 16 de febrero de 1991  | Palacio de Congresos de Madrid (4) Lydia Bosch y Jorge Sanz | ¡Ay, Carmela! (de Carlos Saura)                                            | Carlos Saura (¡Ay, Carmela!) Rosa Vergés (Boom, boom)                                                               | 13                | 20         |
| 6.ª edición - 1991 7 de marzo de 1992     | Palacio de Congresos de Madrid (5) Aitana Sánchez-Gijón y José Coronado | Amantes (de Vicente Aranda)                                                | Vicente Aranda (Amantes) Juanma Bajo Ulloa (Alas de mariposa)                                                       | 2                 | 20         |
| 7.ª edición - 1992 14 de marzo de 1993    | Palacio de Congresos de Madrid (6) Imanol Arias | Belle Époque (de Fernando Trueba)                                          | Fernando Trueba (2) (Belle Époque) Julio Medem (Vacas)                                                              | 9                 | 22         |
| 8.ª edición - 1993 21 de enero de 1994    | Palacio de Congresos de Madrid (7) Rosa María Sardá | Todos a la cárcel (de Luis García Berlanga)                                | Luis García Berlanga (Todos a la cárcel) Mariano Barroso (Mi hermano del alma)                                      | 3                 | 22         |
| 9.ª edición - 1994 20 de enero de 1995    | Palacio de Congresos de Madrid (8) Imanol Arias | Días contados (de Imanol Uribe)                                            | Imanol Uribe (Días contados) La Cuadrilla (Santiago Aguilar y Luis Guridi) (Justino, un asesino de la tercera edad) | 8                 | 25         |
| 10.ª edición - 1995 27 de enero de 1996   | Palacio Municipal de Congresos de Madrid (Campo de las Naciones) (1) Verónica Forqué y Javier Gurruchaga | Nadie hablará de nosotras cuando hayamos muerto (de Agustín Díaz Yanes)    | Álex de la Iglesia (El día de la bestia) Agustín Díaz Yanes (Nadie hablará de nosotras cuando hayamos muerto)       | 8                 | 24         |
| 11.ª edición - 1996 25 de enero de 1997   | Palacio Municipal de Congresos de Madrid (2) Carmen Maura y Juanjo Puigcorbé | Tesis (de Alejandro Amenábar)                                              | Pilar Miró (El perro del hortelano) Alejandro Amenábar (1) (Tesis)                                                  | 7                 | 25         |
| 12.ª edición - 1997 31 de enero de 1998   | Palacio Municipal de Congresos de Madrid (3) El Gran Wyoming | La buena estrella (de Ricardo Franco)                                      | Ricardo Franco (La buena estrella) Fernando León de Aranoa (1) (Familia)                                            | 5                 | 24         |
| 13.ª edición - 1998 24 de enero de 1999   | Palacio Municipal de Congresos de Madrid (4) Rosa María Sardá | La niña de tus ojos (de Fernando Trueba)                                   | Fernando León de Aranoa (2) (Barrio) Santiago Segura (Torrente, el brazo tonto de la ley)                           | 7                 | 25         |
| 14.ª edición - 1999 29 de enero de 2000   | Auditorio de Barcelona (1) Antonia San Juan | Todo sobre mi madre (de Pedro Almodóvar)                                   | Pedro Almodóvar (1) (Todo sobre mi madre) Benito Zambrano (Solas)                                                   | 7                 | 26         |
| 15.ª edición - 2000 3 de febrero de 2001  | Palacio Municipal de Congresos de Madrid (5) María Barranco y José Coronado; Loles León e Imanol Arias; Concha Velasco y Pablo Carbonell | El Bola (de Achero Mañas)                                                  | José Luis Borau (Leo) Achero Mañas (El Bola)                                                                        | 4                 | 25         |
| 16.ª edición - 2001 2 de febrero de 2002  | Palacio Municipal de Congresos de Madrid (6) Rosa María Sardá (-) | Los otros (de Alejandro Amenábar)                                          | Alejandro Amenábar (2) (Los otros) Juan Carlos Fresnadillo (Intacto)                                                | 8                 | 27         |
| 17.ª edición - 2002 1 de febrero de 2003  | Palacio Municipal de Congresos de Madrid (7) Alberto San Juan, Guillermo Toledo, Nathalie Poza, Ernesto Alterio y Animalario (grupo de teatro). | Los lunes al sol (de Fernando León de Aranoa)                              | Fernando León de Aranoa (3) (Los lunes al sol) Roger Gual y Julio Wallovits (Smoking Room)                          | 5                 | 28         |
| 18.ª edición - 2003 31 de enero de 2004   | Palacio Municipal de Congresos de Madrid (8) Cayetana Guillén Cuervo y Diego Luna | Te doy mis ojos (de Icíar Bollaín)                                         | Icíar Bollaín (Te doy mis ojos) Ángeles González-Sinde (La suerte dormida)                                          | 7                 | 28         |
| 19.ª edición - 2004 30 de enero de 2005   | Palacio Municipal de Congresos de Madrid (9) Antonio Resines, Maribel Verdú y Montserrat Caballé (soprano) | Mar adentro (de Alejandro Amenábar)                                        | Alejandro Amenábar (3) (Mar adentro) Pablo Malo (Frío sol de invierno)                                              | 14                | 28         |
| 20.ª edición - 2005 29 de enero de 2006   | Palacio Municipal de Congresos de Madrid (10) Concha Velasco y Antonio Resines | La vida secreta de las palabras (de Isabel Coixet)                         | Isabel Coixet (1) (La vida secreta de las palabras) José Corbacho y Juan Cruz (Tapas)                               | 4                 | 28         |
| 21.ª edición - 2006 28 de enero de 2007   | Palacio Municipal de Congresos de Madrid (11) José Corbacho (humorista) | Volver (de Pedro Almodóvar)                                                | Pedro Almodóvar (2) (Volver) Daniel Sánchez Arévalo (AzulOscuroCasiNegro)                                           | 5                 | 27         |
| 22.ª edición - 2007 3 de febrero de 2008  | Palacio Municipal de Congresos de Madrid (12) José Corbacho (humorista) | La soledad (de Jaime Rosales)                                              | Jaime Rosales (La soledad) Juan Antonio Bayona (1) (El orfanato)                                                    | 3                 | 27         |
| 23.ª edición - 2008 1 de febrero de 2009  | Palacio Municipal de Congresos de Madrid (13) Carmen Machi (actriz) y Muchachada Nui (Joaquín Reyes, Ernesto Sevilla, Pablo Chiapella, Aníbal Gómez, Julián López, Carlos Areces, Raúl Cimas) (grupo humorístico)                                   | Camino (de Javier Fesser)                                                  | Javier Fesser (Camino) Santiago Zannou (El truco del manco)                                                         | 6                 | 28         |
| 24.ª edición - 2009 14 de febrero de 2010 | Palacio Municipal de Congresos de Madrid (14) Andreu Buenafuente (humorista) | Celda 211 (de Daniel Monzón)                                               | Daniel Monzón (Celda 211) Mar Coll (Tres dies amb la família)                                                       | 8                 | 28         |
| 25.ª edición - 2010 13 de febrero de 2011 | Teatro Real (Madrid) (1) Andreu Buenafuente (humorista) | Pa negre (Pan negro) (de Agustí Villaronga)                                | Agustí Villaronga (Pa negre) David Pinillos (Bon appétit)                                                           | 9                 | 28         |
| 26.ª edición - 2011 19 de febrero de 2012 | Palacio Municipal de Congresos de Madrid (15) Eva Hache (humorista) | No habrá paz para los malvados (de Enrique Urbizu)                         | Enrique Urbizu (No habrá paz para los malvados) Kike Maíllo (EVA)                                                   | 6                 | 28         |
| 27.ª edición - 2012 17 de febrero de 2013 | Hotel Auditorium (Centro de Congresos Príncipe Felipe, Madrid) (1) Eva Hache (humorista) | Blancanieves (de Pablo Berger)                                             | Juan Antonio Bayona (2) (Lo imposible) Enrique Gato (Las aventuras de Tadeo Jones)                                  | 10                | 28         |
| 28.ª edición - 2013 9 de febrero de 2014  | Hotel Auditorium (Centro de Congresos Príncipe Felipe, Madrid) (2) Manel Fuentes (humorista) | Vivir es fácil con los ojos cerrados (de David Trueba)                     | David Trueba (Vivir es fácil con los ojos cerrados) Fernando Franco (La herida)                                     | 6                 | 28         |
| 29.ª edición - 2014 7 de febrero de 2015  | Hotel Auditorium (Centro de Congresos Príncipe Felipe, Madrid) (3) Dani Rovira (actor y humorista) | La isla mínima (de Alberto Rodríguez)                                      | Alberto Rodríguez (La isla mínima) Carlos Marqués-Marcet (10.000 km)                                                | 10                | 28         |
| 30.ª edición - 2015 6 de febrero de 2016  | Hotel Auditorium (Centro de Congresos Príncipe Felipe, Madrid) (4) Dani Rovira (actor y humorista) | Truman (de Cesc Gay)                                                       | Cesc Gay (Truman) Daniel Guzmán (A cambio de nada)                                                                  | 5                 | 28         |
| 31.ª edición - 2016 4 de febrero de 2017  | Hotel Auditorium (Centro de Congresos Príncipe Felipe, Madrid) (5) Dani Rovira (actor y humorista) | Tarde para la ira (de Raúl Arévalo)                                        | Juan Antonio Bayona (3) (Un monstruo viene a verme) Raúl Arévalo (Tarde para la ira)                                | 4                 | 28         |
| 32.ª edición - 2017 3 de febrero de 2018  | Hotel Auditorium (Centro de Congresos Príncipe Felipe, Madrid) (6) Ernesto Sevilla (humorista), Joaquín Reyes (humorista) y Muchachada Nui (Joaquín Reyes, Ernesto Sevilla, Pablo Chiapella, Aníbal Gómez, Julián López, Carlos Areces, Raúl Cimas) | La librería (de Isabel Coixet)                                             | Isabel Coixet (2) (La librería) Carla Simón (Estiu 1993)                                                            | 3                 | 28         |
| 33.ª edición - 2018 2 de febrero de 2019  | Palacio de Congresos y Exposiciones de Sevilla (Fibes) (1) Andreu Buenafuente (humorista y presentador) y Silvia Abril (humorista) | Campeones (de Javier Fesser)                                               | Rodrigo Sorogoyen (1) (El reino) Arantxa Echevarría (Carmen y Lola)                                                 | 3                 | 28         |
| 34.ª edición - 2019 25 de enero de 2020   | Palacio de Deportes José María Martín Carpena (Málaga) (1) Andreu Buenafuente (humorista y presentador) y Silvia Abril (humorista) | Dolor y gloria (de Pedro Almodóvar)                                        | Pedro Almodóvar (3) (Dolor y gloria) Belén Funes (La hija de un ladrón)                                             | 7                 | 28         |
| 35.ª edición - 2020 6 de marzo de 2021    | Teatro del Soho CaixaBank (Málaga) Antonio Banderas (actor y director) y María Casado (periodista) | Las niñas (de Pilar Palomero)                                              | Salvador Calvo (Adú) Pilar Palomero (Las niñas)                                                                     | 4                 | 28         |
| 36.ª edición - 2021 12 de febrero de 2022 | Palacio de las Artes Reina Sofía (Valencia) | El buen patrón (de Fernando León de Aranoa)                                | Fernando León de Aranoa (4) (El buen patrón) Clara Roquet (Libertad)                                                | 6                 | 29         |
| 37.ª edición - 2022 11 de febrero de 2023 | Palacio de Congresos y Exposiciones de Sevilla (Fibes) (2) Antonio de la Torre (actor) y Clara Lago (actriz) | As bestas (de Rodrigo Sorogoyen)                                           | Rodrigo Sorogoyen (2) (As bestas) Alauda Ruiz de Azúa (Cinco lobitos)                                               | 9                 | 29         |
| 38.ª edición - 2023 10 de febrero de 2024 | Feria de Valladolid (Valladolid) Ana Belén (actriz y cantante), Javier Calvo (actor y director) y Javier Ambrossi (actor y director) | La sociedad de la nieve (de Juan Antonio Bayona)                           | Juan Antonio Bayona (4) (La sociedad de la nieve) Estibaliz Urresola (20.000 especies de abejas)                    | 12                | 29         |
| 39.ª edición - 2024 8 de febrero de 2025  | Palacio de Congresos de Granada (Granada) Leonor Watling (actriz y cantante) y Maribel Verdú (actriz) | (ex aequo) El 47 (de Marcel Barrena) La infiltrada (de Arantxa Echevarría) | Isaki Lacuesta y Pol Rodríguez (Segundo premio) Javier Macipe (La estrella azul)                                    | 5 2               | 29         |
| 40.ª edición - 2024 Febrero de 2026       | Parc del Fòrum (Barcelona) |                                                                            | |                   | 29         |

## Intérpretes galardonados con el Premio Goya
Entre paréntesis el número total de premios interpretativos obtenidos de forma combinada (actuación principal, de reparto y revelación).

El premio al mejor actor y actriz revelación no se concedió hasta la IX edición de 1994.
| Edición        | Actor                                                    | Actriz                                                           | Actor de reparto                                      | Actriz de reparto                                                         | Actor revelación                                          | Actriz revelación                                            | Goya de honorGoya Internacional   |
| -------------- | -------------------------------------------------------- | ---------------------------------------------------------------- | ----------------------------------------------------- | ------------------------------------------------------------------------- | --------------------------------------------------------- | ------------------------------------------------------------ | --------------------------------- |
| I - 1986       | Fernando Fernán Gómez (1) (Mambrú se fue a la guerra)    | Amparo Rivelles (Hay que deshacer la casa)                       | Miguel Rellán (Tata mía)                              | Verónica Forqué (1) (El año de las luces)                                 | —                                                         | —                                                            | José Fernández Aguayo             |
| II - 1987      | Alfredo Landa (1) (El bosque animado)                    | Verónica Forqué (2) (La vida alegre)                             | Juan Echanove (1) (Divinas palabras)                  | Verónica Forqué (3) (Moros y cristianos)                                  | —                                                         | —                                                            | Rafaela Aparicio                  |
| III - 1988     | Fernando Rey (Diario de invierno)                        | Carmen Maura (1) (Mujeres al borde de un ataque de nervios)      | José Sazatornil "Saza" (Espérame en el cielo)         | María Barranco (1) (Mujeres al borde de un ataque de nervios)             | —                                                         | —                                                            | Imperio Argentina                 |
| IV - 1989      | Jorge Sanz (Si te dicen que caí)                         | Rafaela Aparicio (El mar y el tiempo)                            | Adolfo Marsillach (Esquilache)                        | María Asquerino (El mar y el tiempo)                                      | —                                                         | —                                                            | Victoriano López García           |
| V - 1990       | Andrés Pajares (¡Ay, Carmela!)                           | Carmen Maura (2) (¡Ay, Carmela!)                                 | Gabino Diego (¡Ay, Carmela!)                          | María Barranco (2) (Las edades de Lulú)                                   | —                                                         | —                                                            | Enrique Alarcón                   |
| VI - 1991      | Fernando Guillén (Don Juan en los infiernos)             | Sílvia Munt (Alas de mariposa)                                   | Juan Diego (1) (El rey pasmado)                       | Kiti Manver (Todo por la pasta)                                           | —                                                         | —                                                            | Emiliano Piedra                   |
| VII - 1992     | Alfredo Landa (2) (La marrana)                           | Ariadna Gil (Belle Époque)                                       | Fernando Fernán Gómez (2) (Belle Époque)              | Chus Lampreave (Belle Époque)                                             | —                                                         | —                                                            | Manuel Mur Oti                    |
| VIII - 1993    | Juan Echanove (2) (Madregilda)                           | Verónica Forqué (4) (Kika)                                       | Fernando «Tito» Valverde (Sombras en una batalla)     | Rosa María Sardá (1) (¿Por qué lo llaman amor cuando quieren decir sexo?) | —                                                         | —                                                            | Tony Leblanc (1)                  |
| IX - 1994      | Carmelo Gómez (1) (Días contados)                        | Cristina Marcos (Todos los hombres sois iguales)                 | Javier Bardem (1) (Días contados)                     | María Luisa Ponte (Canción de cuna)                                       | Saturnino García (Justino, un asesino de la tercera edad) | Ruth Gabriel (Días contados)                                 | José María Forqué                 |
| X - 1995       | Javier Bardem (2) (Boca a boca)                          | Victoria Abril (Nadie hablará de nosotras cuando hayamos muerto) | Luis Ciges (Así en el cielo como en la tierra)        | Pilar Bardem (Nadie hablará de nosotras cuando hayamos muerto)            | Santiago Segura (El día de la bestia)                     | Rosana Pastor (Tierra y libertad)                            | Federico Gutiérrez-Larraya        |
| XI - 1996      | Santiago Ramos (Como un relámpago)                       | Emma Suárez (1) (El perro del hortelano)                         | Luis Cuenca (La buena vida)                           | Mary Carrillo (Más allá del jardín)                                       | Fele Martínez (Tesis)                                     | Íngrid Rubio (Más allá del jardín)                           | Miguel Picazo                     |
| XII - 1997     | Antonio Resines (La buena estrella)                      | Cecilia Roth (1) (Martín (Hache))                                | Pepe Sancho (Carne trémula)                           | Charo López (Secretos del corazón)                                        | Andoni Erburu (Secretos del corazón)                      | Isabel Ordaz (Chevrolet)                                     | Rafael Azcona                     |
| XIII - 1998    | Fernando Fernán Gómez (3) (El abuelo)                    | Penélope Cruz (1) (La niña de tus ojos)                          | Tony Leblanc (2) (Torrente: el brazo tonto de la ley) | Adriana Ozores (La hora de los valientes)                                 | Miroslav Táborský (La niña de tus ojos)                   | Marieta Orozco (Barrio)                                      | Rafael Alonso                     |
| XIV - 1999     | Francisco Rabal (Goya en Burdeos)                        | Cecilia Roth (2) (Todo sobre mi madre)                           | Juan Diego (2) (París-Tombuctú)                       | María Galiana (Solas)                                                     | Carlos Álvarez-Nóvoa (Solas)                              | Ana Fernández (Solas)                                        | Antonio Isasi-Isasmendi           |
| XV - 2000      | Juan Luis Galiardo (Adiós con el corazón)                | Carmen Maura (3) (La comunidad)                                  | Emilio Gutiérrez Caba (1) (La comunidad)              | Julia Gutiérrez Caba (You're the One (una historia de entonces))          | Juan José Ballesta (El Bola)                              | Laia Marull (1) (Fugitivas)                                  | José Luis Dibildos                |
| XVI - 2001     | Eduard Fernández (1) (Fausto 5.0)                        | Pilar López de Ayala (Juana la Loca)                             | Emilio Gutiérrez Caba (2) (El cielo abierto)          | Rosa María Sardá (2) (Sin vergüenza)                                      | Leonardo Sbaraglia (Intacto)                              | Paz Vega (Lucía y el sexo)                                   | Juan Antonio Bardem               |
| XVII - 2002    | Javier Bardem (3) (Los lunes al sol)                     | Mercedes Sampietro (Lugares comunes)                             | Luis Tosar (1) (Los lunes al sol)                     | Geraldine Chaplin (En la ciudad sin límites)                              | José Ángel Egido (Los lunes al sol)                       | Lolita Flores (Rencor)                                       | Manuel Alexandre                  |
| XVIII - 2003   | Luis Tosar (2) (Te doy mis ojos)                         | Laia Marull (2) (Te doy mis ojos)                                | Eduard Fernández (2) (En la ciudad)                   | Candela Peña (1) (Te doy mis ojos)                                        | Fernando Tejero (Días de fútbol)                          | María Valverde (La flaqueza del bolchevique)                 | Héctor Alterio                    |
| XIX - 2004     | Javier Bardem (4) (Mar adentro)                          | Lola Dueñas (1) (Mar adentro)                                    | Celso Bugallo (Mar adentro)                           | Mabel Rivera (Mar adentro)                                                | Tamar Novas (Mar adentro)                                 | Belén Rueda (Mar adentro)                                    | José Luis López Vázquez           |
| XX - 2005      | Óscar Jaenada (Camarón)                                  | Candela Peña (2) (Princesas)                                     | Carmelo Gómez (2) (El método)                         | Elvira Mínguez (Tapas)                                                    | Jesús Carroza (7 vírgenes)                                | Micaela Nevárez (Princesas)                                  | Pedro Masó                        |
| XXI - 2006     | Juan Diego (3) (Vete de mí)                              | Penélope Cruz (2) (Volver)                                       | Antonio de la Torre (1) (AzulOscuroCasiNegro)         | Carmen Maura (4) (Volver)                                                 | Quim Gutiérrez (AzulOscuroCasiNegro)                      | Ivana Baquero (El laberinto del fauno)                       | Tedy Villalba                     |
| XXII - 2007    | Alberto San Juan (1) (Bajo las estrellas)                | Maribel Verdú (1) (Siete mesas de billar francés)                | José Manuel Cervino (Las 13 rosas)                    | Amparo Baró (Siete mesas de billar francés)                               | José Luis Torrijo (La soledad)                            | Manuela Velasco (REC)                                        | Alfredo Landa (3)                 |
| XXIII - 2008   | Benicio del Toro (Che, el argentino)                     | Carme Elías (Camino)                                             | Jordi Dauder (Camino)                                 | Penélope Cruz (3) (Vicky Cristina Barcelona)                              | Juan Manuel Montilla "Langui" (El truco del manco)        | Nerea Camacho (Camino)                                       | Jesús Franco                      |
| XXIV - 2009    | Luis Tosar (3) (Celda 211)                               | Lola Dueñas (2) (Yo, también)                                    | Raúl Arévalo (Gordos)                                 | Marta Etura (Celda 211)                                                   | Alberto Ammann (Celda 211)                                | Soledad Villamil (El secreto de sus ojos)                    | Antonio Mercero                   |
| XXV - 2010     | Javier Bardem (5) (Biutiful)                             | Nora Navas (1) (Pa negre) (Pan negro)                            | Karra Elejalde (1) (También la lluvia)                | Laia Marull (3) (Pa negre) (Pan negro)                                    | Francesc Colomer (Pa negre) (Pan negro)                   | Marina Comas (Pa negre) (Pan negro)                          | Mario Camus                       |
| XXVI - 2011    | José Coronado (1) (No habrá paz para los malvados)       | Elena Anaya (La piel que habito)                                 | Lluís Homar (Eva)                                     | Ana Wagener (La voz dormida)                                              | Jan Cornet (La piel que habito)                           | María León (La voz dormida)                                  | Josefina Molina                   |
| XXVII - 2012   | José Sacristán (1) (El muerto y ser feliz)               | Maribel Verdú (2) (Blancanieves)                                 | Julián Villagrán (Grupo 7)                            | Candela Peña (3) (Una pistola en cada mano)                               | Joaquín Núñez (Grupo 7)                                   | Macarena García (Blancanieves)                               | Concha Velasco                    |
| XXVIII - 2013  | Javier Cámara (1) (Vivir es fácil con los ojos cerrados) | Marian Álvarez (La herida)                                       | Roberto Álamo (1) (La gran familia española)          | Terele Pávez (Las brujas de Zugarramurdi)                                 | Javier Pereira (Stockholm)                                | Natalia de Molina (1) (Vivir es fácil con los ojos cerrados) | Jaime de Armiñán                  |
| XXIX - 2014    | Javier Gutiérrez (1) (La isla mínima)                    | Bárbara Lennie (Magical Girl)                                    | Karra Elejalde (2) (Ocho apellidos vascos)            | Carmen Machi (Ocho apellidos vascos)                                      | Dani Rovira (Ocho apellidos vascos)                       | Nerea Barros (La isla mínima)                                | Antonio Banderas (1)              |
| XXX - 2015     | Ricardo Darín (Truman)                                   | Natalia de Molina (2) (Techo y comida)                           | Javier Cámara (2) (Truman)                            | Luisa Gavasa (La novia)                                                   | Miguel Herrán (A cambio de nada)                          | Irene Escolar (Un otoño sin Berlín)                          | Mariano Ozores                    |
| XXXI - 2016    | Roberto Álamo (2) (Que Dios nos perdone)                 | Emma Suárez (2) (Julieta)                                        | Manolo Solo (Tarde para la ira)                       | Emma Suárez (3) (La próxima piel)                                         | Carlos Santos (El hombre de las mil caras)                | Anna Castillo (El olivo)                                     | Ana Belén                         |
| XXXII - 2017   | Javier Gutiérrez (2) (El autor)                          | Nathalie Poza (1) (No sé decir adiós)                            | David Verdaguer (1) (Verano 1993)                     | Adelfa Calvo (El autor)                                                   | Eneko Sagardoy (Handia)                                   | Bruna Cusí (Verano 1993)                                     | Marisa Paredes                    |
| XXXIII - 2018  | Antonio de la Torre (2) (El reino)                       | Susi Sánchez (1) (La enfermedad del domingo)                     | Luis Zahera (1) (El reino)                            | Carolina Yuste (1) (Carmen y Lola)                                        | Jesús Vidal (Campeones)                                   | Eva Llorach (Quién te cantará)                               | Narciso "Chicho" Ibáñez Serrador  |
| XXXIV - 2019   | Antonio Banderas (2) (Dolor y gloria)                    | Belén Cuesta (La trinchera infinita)                             | Eduard Fernández (3) (Mientras dure la guerra)        | Julieta Serrano (Dolor y gloria)                                          | Enric Auquer (Quien a hierro mata)                        | Benedicta Sánchez (Lo que arde)                              | Marisol                           |
| XXXV - 2020    | Mario Casas (No matarás)                                 | Patricia López Arnaiz (Ane)                                      | Alberto San Juan (2) (Sentimental)                    | Nathalie Poza (2) (La boda de Rosa)                                       | Adam Nourou (Adú)                                         | Jone Laspiur (Ane)                                           | Ángela Molina                     |
| XXXVI - 2021   | Javier Bardem (6) (El buen patrón)                       | Blanca Portillo (Maixabel)                                       | Urko Olazabal (Maixabel)                              | Nora Navas (2) (Libertad)                                                 | Chechu Salgado (Las leyes de la frontera)                 | María Cerezuela (Maixabel)                                   | José Sacristán (2) Cate Blanchett |
| XXXVII - 2022  | Denis Ménochet (As bestas)                               | Laia Costa (Cinco lobitos)                                       | Luis Zahera (2) (As bestas)                           | Susi Sánchez (2) (Cinco lobitos)                                          | Telmo Irureta (La consagración de la primavera)           | Laura Galán (Cerdita)                                        | Carlos Saura Juliette Binoche     |
| XXXVIII - 2023 | David Verdaguer (2) (Saben aquell)                       | Malena Alterio (Que nadie duerma)                                | José Coronado (2) (Cerrar los ojos)                   | Ane Gabarain (20.000 especies de abejas)                                  | Matías Recalt (La sociedad de la nieve)                   | Janet Novás (O corno)                                        | Juan Mariné Sigourney Weaver      |
| XXXIX - 2024   | Eduard Fernández (4) (Marco)                             | Carolina Yuste (2) (La infiltrada)                               | Salva Reina (El 47)                                   | Clara Segura (El 47)                                                      | Pepe Lorente ( La estrella azul)                          | Laura Weissmahr (Salve María)                                | Aitana Sánchez-Gijón Richard Gere |

## Récords
Películas
- Película con más premios Goya: Mar adentro (2004); 14 premios.
- Película con más candidaturas: El buen patrón (2021); 20 candidaturas.
- Película con más candidaturas y ningún premio Goya: ¡Átame! (1990); 15 candidaturas.

- Productora con más premios Goya a la Mejor película: El Deseo (Agustín Almodóvar); 5 premios (y 1 premio a la mejor película Iberoamericana).
- Director de cine con más premios Goya a la Mejor película: Pedro Almodóvar; 4 premios.
- Director de cine con más candidaturas a la Mejor película: Pedro Almodóvar; 10 candidaturas.

Premios individuales
- Mayor número de premios: Alberto Iglesias (todos a la mejor música original); 12 premios.
- Premiado en más categorías diferentes: Fernando Trueba: 2 premios como director, 2 como guionista, 1 como director de la mejor película documental, 1 como director de la mejor película de animación y 3 al mejor productor/mejor película.

Premios a intérpretes
- Intérprete con premios Goya a la «mejor interpretación protagonista», a la «mejor interpretación de reparto» y a la «mejor revelación»: Laia Marull.
- Intérprete con más premios Goya en la misma edición: Verónica Forqué; 2 premios en la II edición de 1987, a la «mejor interpretación protagonista» y a la «mejor interpretación de reparto» (por La vida alegre y Moros y cristianos), y Emma Suárez; 2 premios en la XXXI edición de 2016, a la «mejor interpretación protagonista» y a la «mejor interpretación de reparto» (por Julieta y La próxima piel).

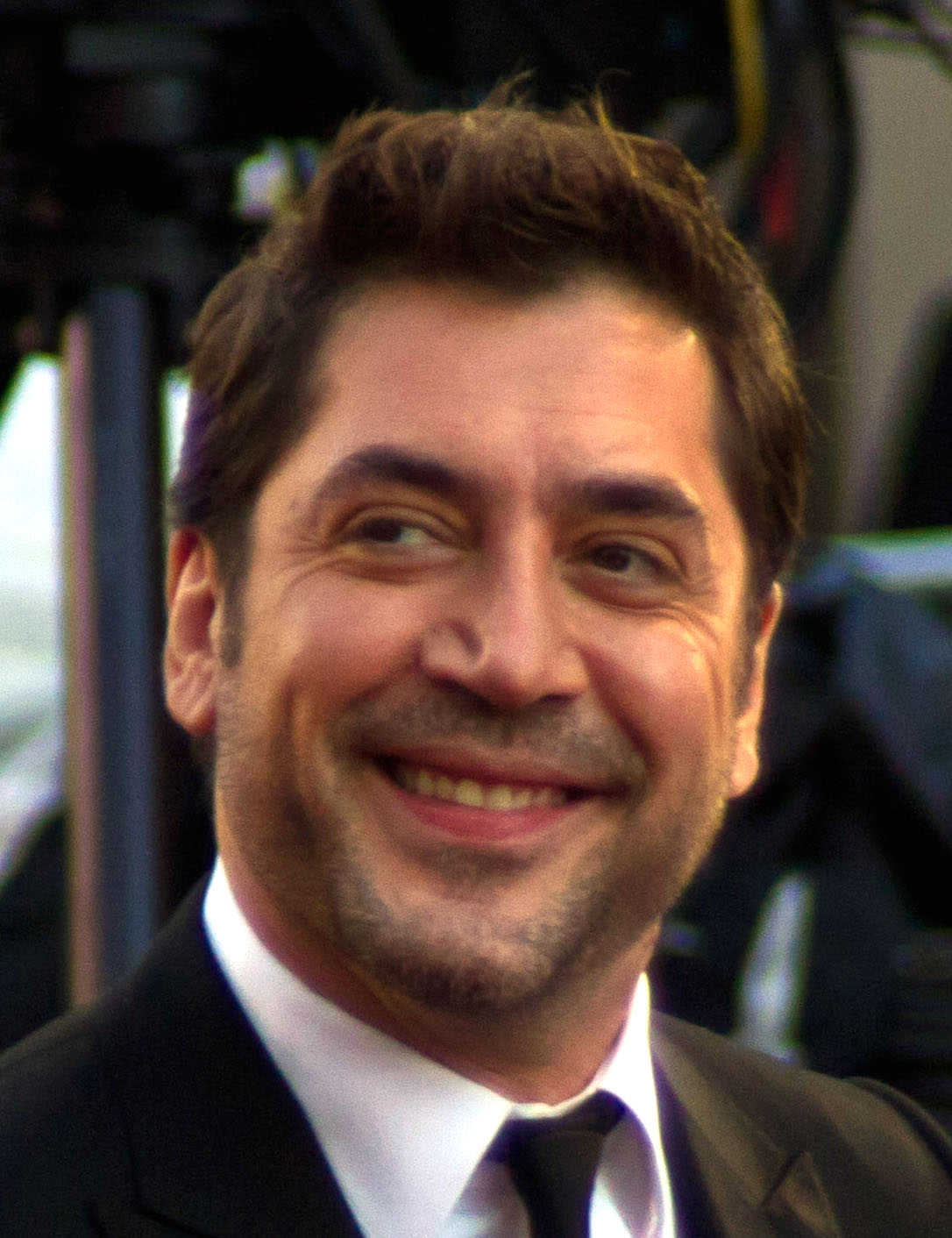
Javier Bardem actor con más premios Goya.

- Javier Bardem actor con más premios Goya.Actor con más premios Goya: Javier Bardem; 6 premios (5 como protagonista y 1 como actor de reparto).
- Actriz con más premios Goya: Carmen Maura; 4 premios (3 como protagonista y 1 como actriz de reparto) y Verónica Forqué (2 como protagonista y 2 como actriz de reparto).
- Actor con más candidaturas: Antonio de la Torre; 14 candidaturas.
- Actriz con más candidaturas: Penélope Cruz; 12 candidaturas.
- Intérprete más joven premiado: Andoni Erburu; con 10 años (por Secretos del corazón).
- Intérprete más anciano premiado: Julieta Serrano; con 86 años (por Dolor y gloria).
- Intérprete más joven candidato: James Bentley; con 7 años (por Los otros).
- Intérprete más anciano candidato: Antonia Guzmán; con 93 años (por A cambio de nada).
- Mayor tiempo entre dos candidaturas de interpretación: Julieta Serrano, (Mujeres al borde de un ataque de nervios, 1988; y Dolor y gloria, 2019); 31 años.
- Intérpretes con mayor número de candidaturas y ningún premio Goya: Ángela Molina (con 5 candidaturas); Jordi Mollà , Juan Diego Botto y Tristán Ulloa (con 5 candidaturas).

Premios por categorías
- Productor con más premios a la Mejor película: Agustín Almodóvar (El Deseo) y Andrés Vicente Gómez (Iberoamericana Films y Lolafilms); 4 premios.
- Director de cine: Alejandro Amenábar, Fernando León de Aranoa, Juan Antonio Bayona y Pedro Almodóvar; 3 premios.
- Guionista: Rafael Azcona; 6 premios.
- Compositor: Alberto Iglesias; 11 premios.
- Director de fotografía: Javier Aguirresarobe; 6 premios.
- Director de montaje: José Salcedo, Pablo González del Amo y Pablo Blanco; 3 premios.
- Director de sonido: Gilles Ortion; 8 premios.
- Director artístico: Félix Murcia; 5 premios.
- Director de diseño de vestuario: Javier Artiñano; 5 premios.
- Director de maquillaje y peluquería: José Quetglas; 7 premios.
- Director de efectos especiales: Reyes Abades; 9 premios.
- Director de producción: José Luis Escolar; 4 premios.

## Estadísticas

### Películas

#### Películas con más Premios Goya
14 premios
- Mar adentro (2004), de 15 candidaturas [obtuvo el Premio a la Mejor película]

13 premios
- ¡Ay, Carmela! (1990), de 15 candidaturas [obtuvo el Premio a la Mejor película]

12 premios
- La sociedad de la nieve (2023), de 13 candidaturas [obtuvo el Premio a la Mejor película]

10 premios
- Blancanieves (2012), de 18 candidaturas [obtuvo el Premio a la Mejor película]
- La isla mínima (2014), de 17 candidaturas [obtuvo el Premio a la Mejor película]
- Handia (2018), de 13 candidaturas.

9 premios
- Belle Époque (1992), de 17 candidaturas [obtuvo el Premio a la Mejor película]
- Pan negro (2010), de 14 candidaturas [obtuvo el Premio a la Mejor película]
- Un monstruo viene a verme (2017), de 12 candidaturas
- As bestas (2022), de 17 candidaturas [obtuvo el Premio a la Mejor película]

8 premios
- El rey pasmado (1991), de 14 candidaturas
- Días contados (1994), de 19 candidaturas [obtuvo el Premio a la Mejor película]
- Nadie hablará de nosotras cuando hayamos muerto (1995), de 10 candidaturas [obtuvo el Premio a la Mejor película]
- Los otros (2001), de 15 candidaturas [obtuvo el Premio a la Mejor película]
- Celda 211 (2009), de 16 candidaturas [obtuvo el Premio a la Mejor película]
- Las brujas de Zugarramurdi (2013), de 10 candidaturas

7 premios
- Tesis (1996), de 8 candidaturas [obtuvo el Premio a la Mejor película]
- El perro del hortelano (1996), de 12 candidaturas
- La niña de tus ojos (1998), de 18 candidaturas [obtuvo el Premio a la Mejor película]
- Todo sobre mi madre (1999), de 14 candidaturas [obtuvo el Premio a la Mejor película]
- Te doy mis ojos (2003), de 9 candidaturas [obtuvo el Premio a la Mejor película]
- El laberinto del fauno (2006), de 13 candidaturas
- El orfanato (2007), de 14 candidaturas
- Ágora (2009), de 13 candidaturas
- El reino (2018), de 13 candidaturas
- Dolor y gloria (2019), de 16 candidaturas [obtuvo el Premio a la Mejor película]

#### Películas que han logrado los cinco principales Premios Goya (mejor película, director, guion, actor y actriz principal)
- ¡Ay, Carmela! (1990): película, director (Carlos Saura), guion adaptado (Rafael Azcona y Carlos Saura) y actores protagonistas (Andrés Pajares y Carmen Maura).
- Te doy mis ojos (2003): película, director (Icíar Bollaín), guion original (Icíar Bollaín) y actores protagonistas (Luis Tosar y Laia Marull).
- Mar adentro (2004): película, director (Alejandro Amenábar), guion original (Alejandro Amenábar y Mateo Gil) y actores protagonistas (Javier Bardem y Lola Dueñas).

#### Películas con más candidaturas a los Premios Goya
20 candidaturas
- El buen patrón (2021), 6 premios

19 candidaturas
- Días contados (1994), 8 premios

18 candidaturas
- La niña de tus ojos (1998), 7 premios
- Blancanieves (2012), 10 premios

17 candidaturas
- Belle Époque (1992), 9 premios
- La isla mínima (2014), 10 premios
- Mientras dure la guerra (2019), 5 premios
- As bestas (2022), 9 premios

16 candidaturas
- Mujeres al borde de un ataque de nervios (1988), 5 premios
- Celda 211 (2009), 8 premios
- La piel que habito (2011), 4 premios
- Grupo 7 (2012), 2 premios
- El Niño (2014), 4 premios
- Dolor y gloria (2019), 7 premios
- Modelo 77 (2022), 5 premios

15 candidaturas
- ¡Ay, Carmela! (1990), 13 premios
- ¡Átame! (1990), 0 premios [película con más candidaturas y ningún premio]
- La comunidad (2000), 3 premios
- Los otros (2001), 8 premios
- Mar adentro (2004), 14 premios [película con mayor número de premios]
- Alatriste (2006), 3 premios
- Los girasoles ciegos (2008), 1 premio
- Balada triste de trompeta (2010), 2 premios
- La trinchera infinita (2019), 2 premios
- Maixabel (2021), 3 premios
- 20.000 especies de abejas (2023), 3 premios

### Mayor número de premios Goya de forma individual
12 premios
- Alberto Iglesias (todos a la mejor música original)

10 premios
- Pedro Almodóvar (4 al productor/mejor película, 3 como mejor director, 2 como mejor guionista y 1 al productor/mejor película Iberoamericana). Además su productora ha obtenido 1 premio a la mejor película.

9 premios
- Reyes Abades (todos a los mejores efectos especiales)
- Alejandro Amenábar (3 como mejor director, 4 como mejor guionista, 1 a la mejor música original y 1 a la mejor película)

8 premios
- Javier Bardem (5 como mejor actor protagonista, 1 como mejor actor de reparto y 2 como productor de la mejor película documental)
- Félix Bergés (todos a los mejores efectos especiales)
- Isabel Coixet (3 como mejor guionista, 2 como mejor director, 2 como directora de la mejor película documental y 1 como productora de la mejor película)
- Gilles Ortion (todos al mejor sonido)
- José Quetglas (7 al mejor maquillaje y peluquería y 1 a los mejores efectos especiales)

7 premios
- Rafael Azcona (6 como mejor guionista y 1 Goya de Honor)
- Alfonso Pino (todos al mejor sonido)
- Pau Costa (todos a los mejores efectos especiales)

6 premios
- Javier Aguirresarobe (todos a la mejor fotografía)
- Javier Artiñano (5 al mejor diseño de vestuario y 1 al mejor director artístico)
- Fernando Fernán Gómez (2 como mejor actor protagonista, 1 como actor de reparto, 1 como mejor director y 2 como mejor guionista)
- Javier Fesser (1 al mejor director, 1 al productor/mejor película, 1 a la mejor película de animación, 2 como mejor guionista, 1 al mejor cortometraje de ficción)
- Fernando León de Aranoa (3 como mejor director, 2 como mejor guionista y 1 como director de la mejor película documental)
- José Nieto (todos a la mejor música original)
- Raúl Romanillos (todos a los mejores efectos especiales)
- Fernando Trueba (2 como mejor director, 2 como mejor guionista, 1 como director de la mejor película documental y 1 como director de la mejor película de animación). Además su productora ha obtenido 3 premios a la mejor película.

5 premios
- José Luis Alcaine (todos a la mejor fotografía)
- Agustín Almodóvar (4 como productor/mejor película y 1 como productor/mejor película Iberoamericana)
- Enrique Gato (1 como director novel, 2 a la mejor película de animación y 2 al mejor cortometraje de animación)
- Félix Murcia (todos a la mejor dirección artística)
- José Antonio Sánchez (todos al mejor maquillaje y peluquería)
- Rodrigo Sorogoyen (2 como mejor director, 2 como mejor guion original y uno como mejor cortometraje de ficción)

4 premios
- José Antonio Bermúdez (todos al mejor sonido)
- Yvonne Blake (todos al mejor diseño de vestuario)
- José Luis Escolar (todos a la mejor dirección de producción)
- Verónica Forqué (2 como mejor actriz protagonista y 2 como mejor actriz de reparto)
- Esther García (3 a la mejor dirección de producción y 1 como productor/mejor película Iberoamericana)
- Mateo Gil (3 como mejor guionista y 1 al mejor cortometraje)
- Andrés Vicente Gómez (todos como productor de la mejor película)
- Romana González (todos al mejor maquillaje y peluquería)
- David Martí (3 a los mejores efectos especiales y 1 al mejor maquillaje y peluquería)
- Carmen Maura (3 como mejor actriz protagonista y 1 como mejor actriz de reparto)
- Enrique Molinero (todos al mejor sonido)
- Josefa Morales (todos al mejor maquillaje y peluquería)
- Paquita Núñez (todos al mejor maquillaje y peluquería)
- Marc Orts (todos al mejor sonido)
- Gil Parrondo (todos a la mejor dirección artística)

### Directores

#### Directores con más Premios Goya sumando la mejor dirección y la mejor dirección novel
4 premios
- Juan Antonio Bayona (3 premios como mejor director y 1 como mejor director novel).
- Fernando León de Aranoa (3 premios como mejor director y 1 como mejor director novel). También posee 1 premio como director de mejor película documental (fue dirección compartida), y 1 premio a la mejor película.

3 premios
- Pedro Almodóvar (3 premios como mejor director)
- Alejandro Amenábar (2 premios como mejor director y 1 como mejor director novel).

2 premios
- Isabel Coixet (2 premios como mejor directora)
- Rodrigo Sorogoyen (2 premios como mejor director). También posee 1 premio como director de mejor cortometraje de ficción.
- Fernando Trueba (2 premios como mejor director). También posee premios como director de mejor película documental y mejor película de animación.

#### Directores con más candidaturas sumando la mejor dirección y la mejor dirección novel
10 candidaturas
- Pedro Almodóvar (3 premios como mejor director)

6 candidaturas
- Alejandro Amenábar (2 premios como mejor director y 1 premio como mejor director novel)
- Vicente Aranda (1 premio como mejor director)
- Isabel Coixet (2 premios como mejor directora)

5 candidaturas
- Fernando Trueba (2 premios como mejor director)
- Álex de la Iglesia (1 premio como mejor director)
- Icíar Bollaín (1 premio como mejor director)

4 candidaturas
- Fernando León de Aranoa (2 premios como mejor director y 1 premio como mejor director novel)
- Rodrigo Sorogoyen (2 premios como mejor director)
- José Luis Garci (1 premio como mejor director)
- Agustín Díaz Yanes (0 premios como mejor director y 1 premio como mejor director novel)
- Benito Zambrano (0 premios como mejor director y 1 premio como mejor director novel)

### Intérpretes con más premios y candidaturas sumando las tres categorías (mejor actuación protagonista, de reparto y revelación)

#### Actores con más Premios Goya
6 premios
- Javier Bardem (5 premios como protagonista y 1 como actor de reparto) más otros 2 premios Goya (ambos como productor de documentales)

3 premios
- Fernando Fernán Gómez (2 premios como protagonista y 1 como actor de reparto) más otros 3 premios Goya (1 como director y 2 como guionista)
- Luis Tosar (2 premios como protagonista y 1 como actor de reparto)
- Juan Diego (1 premio como protagonista y 2 como actor de reparto)
- Eduard Fernández (1 premio como protagonista y 2 como actor de reparto)

2 premios
- Alfredo Landa (2 premios como protagonista). También le fue concedido el Goya de Honor.
- Javier Gutiérrez (2 premios como protagonista)
- Javier Cámara (1 premio como protagonista y 1 como actor de reparto)
- Juan Echanove (1 premio como protagonista y 1 como actor de reparto)
- Carmelo Gómez (1 premio como protagonista y 1 como actor de reparto)
- Antonio de la Torre (1 premio como protagonista y 1 como actor de reparto)
- Karra Elejalde (2 premios como actor de reparto)
- Emilio Gutiérrez Caba (2 premios como actor de reparto)
- Luis Zahera (2 premios como actor de reparto)

#### Actrices con más Premios Goya
4 premios
- Carmen Maura (3 premios como protagonista y 1 como actriz de reparto)
- Verónica Forqué (2 premios como protagonista y 2 como actriz de reparto)

3 premios
- Penélope Cruz (2 premios como protagonista y 1 como actriz de reparto)
- Emma Suárez (2 premios como protagonista y 1 como actriz de reparto)
- Laia Marull (1 premio como protagonista, 1 como actriz de reparto y 1 como actriz revelación) [único intérprete en obtener el galardón como protagonista, de reparto y revelación]
- Candela Peña (1 premio como protagonista y 2 como actriz de reparto)

2 premios
- Lola Dueñas (2 premios como protagonista)
- Cecilia Roth (2 premios como protagonista)
- Maribel Verdú (2 premios como protagonista)
- Natalia de Molina (1 como actriz protagonista y 1 como actriz revelación)
- Nora Navas (1 premio como protagonista y 1 como actriz de reparto)
- Nathalie Poza (1 premio como protagonista y 1 como actriz de reparto)
- Susi Sánchez (1 premio como protagonista y 1 como actriz de reparto)
- María Barranco (2 como actriz de reparto)
- Rosa María Sardá (2 como actriz de reparto)

#### Actores con más candidaturas
14 candidaturas
- Antonio de la Torre (2 premios)

13 candidaturas
- Eduard Fernández (3 premios)

11 candidaturas
- Javier Bardem (6 premios)

10 candidaturas
- Luis Tosar (3 premios)

9 candidaturas
- Juan Diego (3 premios)

8 candidaturas
- Javier Cámara (2 premios)

7 candidaturas
- Alfredo Landa (2 premios)

6 candidaturas
- Fernando Fernán Gómez (3 premios)
- Juan Echanove (2 premios)
- Javier Gutiérrez (2 premios)
- Jorge Sanz (1 premio)

5 candidaturas
- Antonio Banderas (1 premio)
- Raúl Arévalo (1 premio)
- Gabino Diego (1 premio)
- Juan Diego Botto (0 premios)

#### Actrices con más candidaturas
14 candidaturas
- Penélope Cruz (3 premios)

11 candidaturas
- Maribel Verdú (2 premios)

9 candidaturas
- Victoria Abril (1 premio)

8 candidaturas
- Candela Peña (3 premios)
- Emma Suárez (3 premios)

6 candidaturas
- Carmen Maura (4 premios)
- Nathalie Poza (2 premios)
- Ariadna Gil (1 premio)
- Chus Lampreave (1 premio)
- Adriana Ozores (1 premio)
- Terele Pávez (1 premio)

5 candidaturas
- Verónica Forqué (4 premios)
- María Barranco (2 premios)
- Lola Dueñas (2 premios)
- Natalia de Molina (2 premio)
- Bárbara Lennie (1 premio)
- Pilar López de Ayala (1 premio)
- Ángela Molina (0 premios)

## Intérpretes premiados y candidatos de menor y mayor edad
Premiados en cualquier categoría interpretativa
- Premiado de menor edad: Andoni Erburu, con 10 años, como mejor actor revelación por Secretos del corazón (XII edición, 1997).
- Premiada de menor edad: Ivana Baquero, con 12 años y 231 días, como mejor actriz revelación por El laberinto del fauno (XXI edición, 2006).

- Premiado de mayor edad: Fernando Fernán Gómez, con 77 años, como mejor interpretación masculina protagonista por El abuelo (XIII edición, 1998).
- Premiada de mayor edad: Julieta Serrano, con 87 años, como mejor interpretación femenina de reparto por Dolor y gloria (XXXIV edición, 2019).

Candidatos en cualquier categoría interpretativa
- Candidato de menor edad: James Bentley, con 7 años, como mejor actor revelación por Los otros (XVI edición, 2001).
- Candidata de menor edad: Alakina Mann, con 11 años, como mejor actriz revelación por Los otros (XVI edición, 2001).
- Candidato de mayor edad: Manuel Alexandre, con 88 años, como mejor interpretación masculina protagonista por Elsa y Fred (XX edición, 2005).
- Candidata de mayor edad: Antonia Guzmán, con 93 años, como mejor actriz revelación por A cambio de nada (XXX edición, 2015).

Mejor interpretación protagonista
- Premiado de menor edad: Jorge Sanz, con 20 años, por Si te dicen que caí (IV edición, 1989).
- Premiada de menor edad: Pilar López de Ayala, con 23 años, por Juana la Loca (XVI edición, 2001).
- Premiado de mayor edad: Fernando Fernán Gómez, con 77 años, por El abuelo (XIII edición, 1998).
- Premiada de mayor edad: Rafaela Aparicio, con 83 años, por El mar y el tiempo (IV edición, 1989).

- Candidato de menor edad: Jorge Sanz, con 17 años, por El año de las luces (I edición, 1986).
- Candidata de menor edad: Penélope Cruz, con 17 años, por Jamón, jamón (VII edición, 1992).
- Candidato de mayor edad: Manuel Alexandre, con 88 años, por Elsa y Fred (XX edición, 2005).
- Candidata de mayor edad: Rafaela Aparicio, con 83 años, por El mar y el tiempo (IV edición, 1989).

Mejor interpretación de reparto
- Premiado de menor edad: Gabino Diego, con 24 años, por ¡Ay, Carmela! (V edición, 1990).
- Premiada de menor edad: María Barranco, con 27 años, por Mujeres al borde de un ataque de nervios (III edición, 1988).
- Premiado de mayor edad: Tony Leblanc, con 76 años, por Torrente, el brazo tonto de la ley (XIII edición, 1998).
- Premiada de mayor edad: Julieta Serrano, con 87 años, por Dolor y gloria (XXXIV edición, 2019).

- Candidato de menor edad: Jorge Sanz, con 19 años, por El Lute II: mañana seré libre (III edición, 1988).
- Candidata de menor edad: Candela Peña, con 21 años, por Días contados (IX edición, 1994).
- Candidato de mayor edad: Luis Cuenca, con 79 años, por Obra maestra (XV edición, 2000).
- Candidata de mayor edad: Chus Lampreave, con 82 años, por El artista y la modelo (XXVII edición, 2012).

Mejor actuación revelación
- Premiado de menor edad: Andoni Erburu, con 10 años, por Secretos del corazón (XII edición, 1997).
- Premiada de menor edad: Ivana Baquero, con 12 años y 231 días, como mejor actriz revelación por El laberinto del fauno (XXI edición, 2006).

- Premiado de mayor edad: Saturnino García y Carlos Álvarez-Nóvoa, con 59 años, por Justino, un asesino de la tercera edad (IX edición, 1994) y Solas (XIV edición, 1999).
- Premiada de mayor edad: Benedicta Sánchez, con 84 años, por Lo que arde (XXXIV edición, 2019).

- Candidato de menor edad: James Bentley, con 7 años, por Los otros (XVI edición, 2001).
- Candidata de menor edad: Alakina Mann, con 11 años, por Los otros (XVI edición, 2001).
- Candidato de mayor edad: Walter Vidarte, con 75 años, por La noche de los girasoles (XXI edición, 2006).
- Candidata de mayor edad: Antonia Guzmán, con 93 años, como mejor actriz revelación por A cambio de nada (XXX edición, 2015).

## Otros premios cinematográficos
En España
- Medallas del Círculo de Escritores Cinematográficos de la Círculo de Escritores Cinematográficos
- Premios Feroz de la Asociación de Informadores Cinematográficos de España
- Premios Forqué de la Entidad de Gestión de Derechos de los Productores Audiovisuales (EGEDA)
- Premios Fotogramas de Plata de la revista Fotogramas
- Premios Sant Jordi de Cinematografía de Radio Nacional de España (sede de Barcelona)
- Premios Alma del Sindicato de Guionistas de España

Academias y asociaciones autonómicas
- Premios Gaudí de la Academia del Cine Catalán
- Premio Mestre Mateo de la Academia Galega do Audiovisual
- Premios Lola Gaos de la Academia Valenciana del Audiovisual
- Premios Carmen de la Academia de Cine de Andalucía
- Premios Simón de la Academia de Cine Aragonés
- Premios ASECAN de la Asociación de Escritoras y Escritores de Cine de Andalucía

Fuera de España
- Premios Óscar de la Academia de las Artes y las Ciencias Cinematográficas de Hollywood
  - Óscar a la mejor película extranjera
  - Ganadores y nominados del Óscar a la mejor película extranjera
- Premios Globo de Oro de la Asociación de la Prensa Extranjera de Hollywood (iniciado en 1944)
  - Globo de Oro a la mejor película en lengua no inglesa
- Ganadores de los premios Emmy, Grammy, Óscar y Tony
- Premios BAFTA de la Academia Británica de las Artes Cinematográficas y de la Televisión (iniciado en 1948)
- Premios César de la Academia de las Artes y Técnicas del Cine de Francia (iniciado en 1976)
- Premio Deutscher Filmpreis de la Academia de Artes y las Ciencias Cinematográficas de Alemania (iniciado en 1951)
- Premios del Cine Europeo de la Academia de Cine Europeo (iniciado en 1988)
- Premios Ariel de la Academia Mexicana de Artes y Ciencias Cinematográficas (iniciado en 1947)
- Premios Cóndor de Plata de la Asociación de Cronistas Cinematográficos de la Argentina (iniciado en 1943)
- Premios Sur de la Academia de las Artes y Ciencias Cinematográficas de la Argentina (iniciado en el 2006)
- Premio David de Donatello de la Academia del Cine Italiano (iniciado en 1956)
- Premios León checo de la Academia Checa de Cine y Televisión (iniciado en 1994)
- Premio Pedro Sienna del Consejo Nacional de la Cultura y las Artes (Chile)
- Premios SAG del Sindicato de Actores (iniciado en 1995)
- Premios Golden Raspberry, considerados como los «Anti-Oscars».
- Premios La Silla de la Asociación Dominicana de Profesionales de la Industria del Cine